# Воскоїдні
Воскоїдні (Indicatorinae) — підродина дятлоподібних птахів родини воскоїдових (Indicatoridae). Містить 12 видів у двох родах.

## Поширення
10 видів воскоїдних поширені в Субсахарській Африці, ще два — в Південній та Південно-Східній Азії.

## Класифікація
- Підродина Indicatorinae — воскоїдні
  - Рід Indicator — воскоїд
    - Indicator archipelagicus — воскоїд малазійський
    - Indicator conirostris — воскоїд товстодзьобий
    - Indicator exilis — воскоїд крихітний
    - Indicator indicator — воскоїд великий
    - Indicator maculatus — воскоїд строкатоволий
    - Indicator meliphilus — воскоїд блідий
    - Indicator minor — воскоїд малий
    - Indicator pumilio — воскоїд короткодзьобий
    - Indicator variegatus — воскоїд строкатий
    - Indicator willcocksi — воскоїд гвінейський
    - Indicator xanthonotus — воскоїд гімалайський

  - Рід Melichneutes — лірохвостий воскоїд
    - Melichneutes robustus — воскоїд лірохвостий